# Elephantomyia adirondacensis
Elephantomyia adirondacensis är en tvåvingeart som beskrevs av Alexander 1943. Elephantomyia adirondacensis ingår i släktet Elephantomyia och familjen småharkrankar. Inga underarter finns listade i Catalogue of Life.